# Chemin de fer industriel des Grésillons
Pour les articles homonymes, voir CFI, Chemin de fer industriel du port de Vilvorde et extensions, Chemin de fer industriel de la Plaine Saint-Denis et d'Aubervilliers et Chemin de fer industriel Río Gallegos - Río Turbio.
Le Chemin de fer industriel des Grésillons est une voie de desserte industrielle ferroviaire française de la banlieue Nord de Paris, située sur le territoire de la commune de Gennevilliers, qui était embranchée sur la ligne de La Plaine à Ermont - Eaubonne (dite ligne des Grésillons). 
Il ne subsistait en 2009 qu'un embranchement particulier encore rattaché.